# Желтушник левкойный
Желту́шник левко́йный, или Желтушник лакфио́левый (лат. Erýsimum cheiranthoídes) — вид однолетних растений рода Желтушник семейства Капустные высотой 6—120 см.

## Ботаническое описание

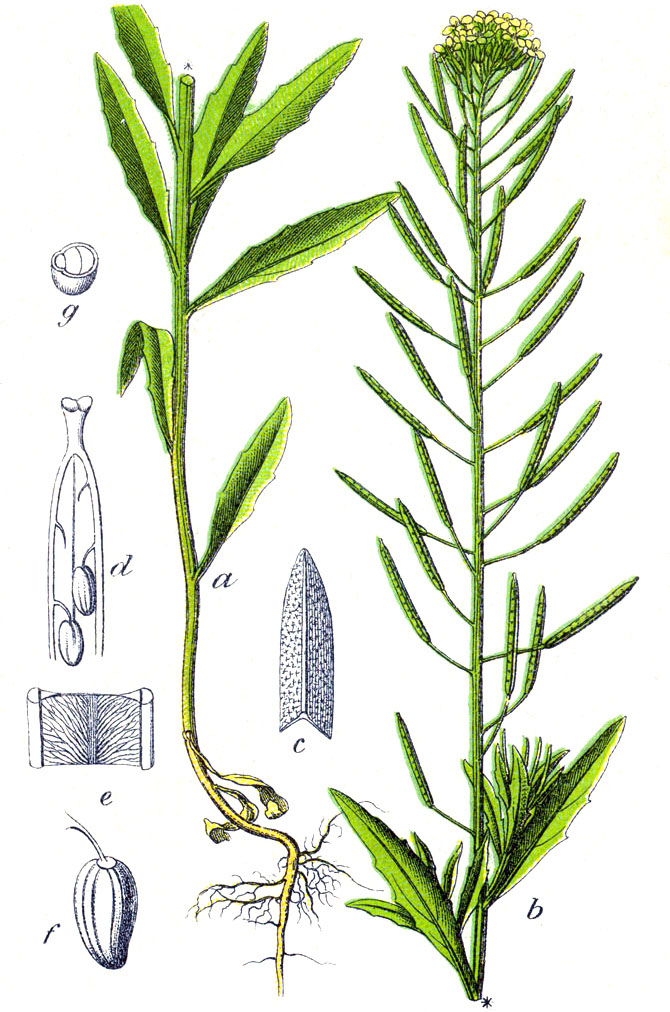
Ботаническая иллюстрация Якоба Штурма из книги Deutschlands Flora in Abbildungen, 1796

Корневая система стержневая, разветвлённая.
Стебель прямой, ветвистый.
Листья продолговато-ланцетные или ланцетные, широкие, с острой верхушкой, по краю неяснозубчатые.
Цветки мелкие, ярко-желтые, правильные, четырёхлепестные. Цветоножки направлены косо вверх. Цветёт в мае—сентябре.
Плод — четырёхгранный, двустворчатый, покрытый волосками стручок длиной до 8,5 см, с выпуклыми створками. После созревания семян стручки растрескиваются. Семена яйцевидно-угловатые, желтовато-коричневые, с тёмным пятнышком семенного рубчика. Одно растение образует 5—5,6 тысяч семян. Свежесозревшие семена обладают высокой всхожестью. Длина семян — 1,25—1,75, ширина — 0,5—0,75 мм. Масса 1 000 семян — около 0,4 г. Семена прорастают с глубины не более 3—4 см.

## Распространение и экология
Растёт на лугах, приречных песках и кустарниках, залежах, опушках, вдоль дорог, около жилья и как сорное на полях.
Распространён в северном полушарии от полярного круга до полупустынь и пустынь.

## Химический состав
В листьях и семенах содержится мироновокислый калий, который под действием фермента мирозина в присутствии воды образует горчичное масло, вызывающие такие же заболевания, что и горчица полевая (sinapis arvensis).

## Значение и применение
Ядовит. Зарегистрированы случаи отравления лошадей. В 1933 году в колхозе «Луч коммунизма» в Ивановской области от скармливания недоброкачественного сена умерло 11 лошадей. Анализ образца сена в Институте кормов показал в присутствие в нем 10,7 % желтушника левкойный и 1,2 % rorippa silvestris. В другом образце преобладало последнее растение. Других подозрительных растений не обнаружено.
Данные о поедаемости сельскохозяйственными животными разнятся. По наблюдениям в Швеции поедается всеми животными. В Казахстане и Западной Сибири лишь в небольшом количестве поедается крупно рогатым скотом, овцами и козами.
Препарат «Корезид», получаемый из желтушника левкойного, применяется для лечения острой и хронической недостаточности кровообращения. В лечебных целях применяют и траву желтушника (Erysimi herba, ранее Herba Erysimi) — как сердечное средство и против судорожного кашля.

## Классификация

### Таксономия[6]
Erysimum cheiranthoides L., 1753, Sp. Pl. : 661
Вид Желтушник левкойный относится к роду Желтушник (Erysimum) семейства Капустные (Brassicaceae) порядка Капустоцветные (Brassicales). Кладограмма в соответствии с Системой APG IV по состоянию на июнь 2023 года:
|  |                                      |  |                                   |                                   |                     |  | ещё 16 семейств | ещё 16 семейств |                     |  |  |  | еще 248 подтвержденных видов и 69 видов, ожидающих подтверждения |
|  |                                      |  |                                   |                                   |                     |  | ещё 16 семейств | ещё 16 семейств |                     |  |  |  | еще 248 подтвержденных видов и 69 видов, ожидающих подтверждения |
|  |                                      |  |                                   | порядок Капустоцветные            |                     |  |                 |                 | род Желтушник       |  |  |  |                                                                  |
|  |                                      |  |                                   | порядок Капустоцветные            |                     |  |                 |                 | род Желтушник       |  |  |  |                                                                  |
|  | отдел Цветковые, или Покрытосеменные |  |                                   |                                   | семейство Капустные |  |                 |                 | Желтушник левкойный |  |  |  |                                                                  |
|  | отдел Цветковые, или Покрытосеменные |  |                                   |                                   | семейство Капустные |  |                 |                 |                     |  |  |  |                                                                  |
|  |                                      |  | ещё 63 порядка цветковых растений | ещё 63 порядка цветковых растений |                     |  |                 | ещё 354 рода    | ещё 354 рода        |  |  |  |                                                                  |
|  |                                      |  |                                   | ещё 63 порядка цветковых растений |                     |  |                 |                 | ещё 354 рода        |  |  |  |                                                                  |

### Синонимы
- Cheiranthus aquaticus  Lej.
- Cheiranthus cheiranthoides  A.Heller
- Cheiranthus cheiranthoides var. prostratus  Lunell
- Cheiranthus erysimoides  Huds.
- Cheiranthus scapigerus  Willd.
- Cheiranthus turritoides  Lam.
- Cheirinia cheiranthoides  (L.)  Link
- Cheirinia cheiranthoides var. prostrata  Lunell
- Conringia turritoides  Bubani
- Crucifera erysimum  E.H.L.Krause
- Erysimastrum cheiranthus  Trautv.
- Erysimum altum  (Ahti)  Tzvelev
- Erysimum cheiranthifolium  Gilib.
- Erysimum cheiranthoides f. angustifolium  N.Busch
- Erysimum cheiranthoides f. brachycarpum  N.Busch
- Erysimum cheiranthoides f. dentatum  N.Busch
- Erysimum cheiranthoides f. dolichocarpum  N.Busch
- Erysimum cheiranthoides f. paniculatum  N.Busch
- Erysimum cheiranthoides subsp. altum  Ahti
- Erysimum cheiranthoides subsp. cheiranthoides  –
- Erysimum cheiranthoides var. japonicum  H.Boissieu
- Erysimum japonicum  (Boiss.)  Makino
- Erysimum lanceolatum  Hook.
- Erysimum parviflorum  Pers.
- Sisymbrium cheiranthoides  Eaton  & Wright